# Ducado de la Victoria de las Amezcoas
El ducado de la Victoria de las Amezcoas es un título nobiliario español creado originalmente como ducado de la Victoria por el pretendiente carlista "Carlos V" el 24 de mayo de 1836, concedido póstumamente al general Tomás Antonio de Zumalacárregui e Imaz, junto con el Condado de Zumalacárregui. El 8 de julio de 1954 Francisco Franco lo reconoció como título del Reino, el dado a Zumalacárregui por el pretendiente carlista "Carlos V", otorgando la real carta el 8 de julio de 1955, con la nueva denominación de duque de la Victoria de las Amezcoas, para distinguirlo del ducado de la Victoria que Isabel II había concedido al general Baldomero Espartero.

## Duques de la Victoria de las Amezcoas
|                                                                                | Titular                                                       | Periodo                                                       |
| Creación por Pretendiente Carlos V como ducado de la Victoria                  | Creación por Pretendiente Carlos V como ducado de la Victoria | Creación por Pretendiente Carlos V como ducado de la Victoria |
| ------------------------------------------------------------------------------ | ------------------------------------------------------------- | ------------------------------------------------------------- |
| i                                                                              | Tomás Antonio de Zumalacárregui e Imaz                        | 1836 (título póstumo)-1955                                    |
| Rehabilitado por Francisco Franc] como «ducado de la Victoria de las Amezcoas» |                                                               |                                                               |
| ii                                                                             | José Manuel de Oraá y Mendía                                  | 1955-1970                                                     |
| iii                                                                            | José Manuel de Oraá y Sanz                                    | 1971-1984                                                     |
| iv                                                                             | 1984-actual titular                                           |                                                               |

## Historia de los duques de la Victoria de las Amezcoas
- Tomás de Zumalacárregui e Imaz (1788-1835), i duque de la Victoria (denominación original), i conde de Zumalacárregui.

1. Casó con Pancracia de Ollo y de la Mata. Tuvieron las siguientes hijas: Ignacia de Zumalacárregui y Ollo, fallecida soltera y sin sucesión, Josefa de Zumalacárregui y Ollo, fallecida soltera y sin sucesión, y Vicenta Micaela de Zumalacárregui y Ollo (1833-1874), fallecida soltera y sin sucesión. Fueron sus hermanos: José Martín de Zumalacárregui y Aseguinolaza (hermano de padre y de su primera esposa María de la Concepción Aseguinolaza y Olarán): de él descienden los condes de Zumalacárregui; José Manuel de Zumalacárregui e Imaz (1791-1833) (tanto éste como María Ignacia, ambos eran hermanos de padre y de madre, al ser hijos de Francisco Antonio de Zumalacárregui y Múgica y de su segunda esposa María Ana de Imaz y Altolaguirre), sacerdote, sin sucesión; y María Ignacia de Zumalacárregui e Imaz (1776-?) (tanto ésta como José Manuel, ambos eran hermanos de padre y de madre, al ser hijos de Francisco Antonio de Zumalacárregui y Múgica y de su segunda esposa María Ana de Imaz y Altolaguirre), casada con Juan José de Aizquibel y Larrañaga, que tuvieron por hija a: Eusebia Manuela de Aizquibel y Zumalacárregui (1807-1866), que casó con Juan Santos de Oraá y Elorza y éstos tuvieron a: José Manuel de Oraá y Aizquibel (?-1906), que casó con María Teresa de Mendía y Mendía, cuyo hijo fue José Manuel de Oraá y Mendía, sobrino biznieto del i duque de la Victoria, que rehabilitó el título a su favor.

## Rehabilitado en 1955
- José Manuel de Oraá y Mendía (1871-1970),[1] ii duque de la Victoria de las Amezcoas (nueva denominación). Le sucedió su hijo:

- José Manuel de Oraá y Sanz, iii duque de la Victoria de las Amezcoas.

1. Casó con Leonor Moyúa Maíz. Le sucedió su hijo:

- Francisco Javier de Oraá y Moyúa (1935-), iv duque de la Victoria de las Amezcoas.

1. Casó con María del Rosario Gortázar e Ybarra.